# Universidad de Los Andes (Venezuela)
La Universidad de Los Andes o ULA es una universidad pública y autónoma ubicada en los Andes venezolanos. Su sede principal y rectorado se ubican en la ciudad de Mérida. Fue fundada por el clero como casa de estudios el 29 de marzo de 1785, elevada luego a seminario y finalmente reconocida como Universidad el 21 de septiembre de 1810 bajo decreto expedido por la Junta Gubernativa de la provincia de la Corona de España.
Es una de las principales universidades de Venezuela por su antigüedad, la cantidad de estudiantes que alberga, su nivel académico y sus aportes en investigación que han contribuido al estudio y desarrollo de las ciencias. La universidad tiene como propósito fortalecer la formación integral iniciada en los ciclos de educación primaria y secundaria, además de formar equipos profesionales y técnicos necesarios para el desarrollo y progreso de Venezuela.
La universidad está conformada por 11 facultades repartidas en el Núcleo Mérida (ubicado en la ciudad de Mérida), 4 núcleos autónomos localizados en las ciudades de San Cristóbal, Trujillo, El Vigía y Tovar, además de varias extensiones universitarias con estudios de pregrado, postgrado y actualización profesional destacando la de la ciudad de Valera, junto a otras extensiones como las de Barinas, Guanare, Barquisimeto, Maracaibo, Caracas, Zea y Bailadores, y diversas instalaciones universitarias dentro del territorio nacional como estaciones experimentales, haciendas de producción agrícolas, reservas naturales para el desarrollo de la fauna y flora y laboratorios de investigación.

## Historia

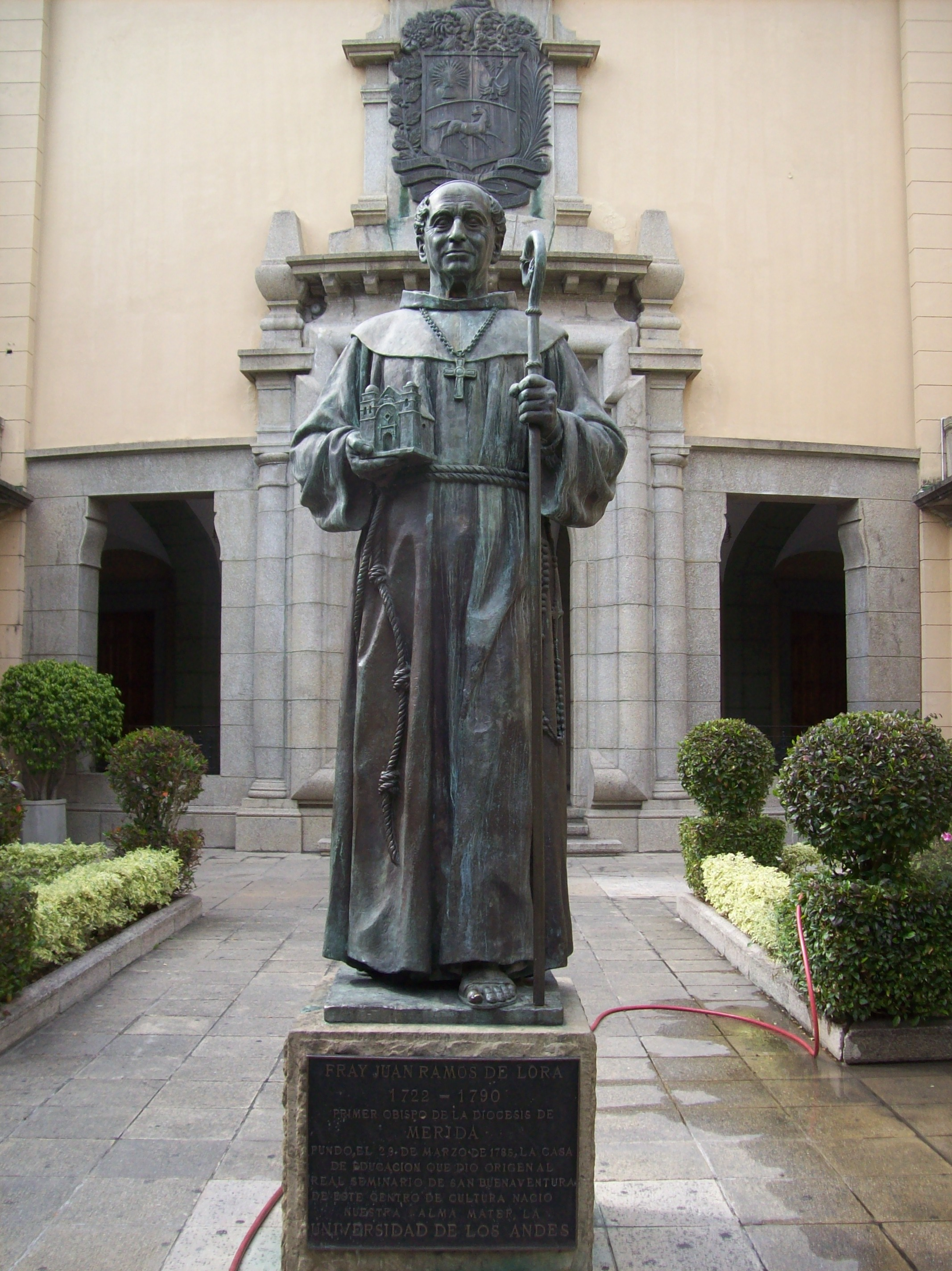
Plaza del Rectorado, estatua de Fray Juan Ramos de Lora.

En 1785 el Real Colegio Seminario de San Buenaventura de Mérida fue fundado por el Obispo de Mérida, Fray Juan Ramos de Lora. Su creación se oficializó el 9 de junio del mismo año cuando el Rey Carlos IV de España reconoce la fundación hecha por el Monseñor. Firmado en cédula del 18 de junio de 1806 y luego el 6 de octubre de 1807, debido al extravío del documento de la fecha anterior, se concedió al Seminario de San Buenaventura por orden del Rey Carlos IV de España la potestad o facultad de otorgar los grados mayores y menores en: Filosofía, Teología y Cánones.
No fue sino hasta el 21 de septiembre de 1810 que por Decreto expedido por la Junta Gubernativa de Provincia se funda la primera Universidad Republicana de Latinoamérica bajo el nombre de Real Universidad de San Buenaventura de Mérida de los Caballeros, concediendo así al Seminario la gracia de Universidad con todos los privilegios de la Universidad de Caracas y con la facultad para expedir diplomas en todos los grados mayores y menores en «Filosofía, Medicina, Derecho Civil y Canónico y en Teología». Decreto que fue confirmado luego por Simón Bolívar en 1813.
Hasta 1832 fue una institución de carácter eclesiástico, comenzando su secularización por Decreto del Gobierno Nacional presidido en aquel entonces por el general José Antonio Páez para luego convertirse en una institución pública, y adoptar en 1883 el nombre el cual ha mantenido hasta la actualidad, excepto en un período entre 1904 y 1905 en el cual se le designó con el de Universidad Occidental.
Esta institución es la segunda universidad en orden cronológico de Venezuela, lo que la convierte en una de las más importantes de la historia de este país. Entre sus facultades la más antigua es la de Derecho (hoy Facultad de Ciencias Jurídicas y Políticas), cuyo primer grado se otorgó en 1808, pero consta en el Archivo Universitario que ya se dictaba clase de Derecho Civil Romano para 1798; otras Facultades como la de Medicina y la de Farmacia inauguradas en 1810 y en 1894 respectivamente, las cuales fueron clausuradas en diferentes periodos de tiempo, durante los gobiernos dictatoriales de Venezuela, entre ellos el Gobierno del General Cipriano Castro quien las clausuraría en el año 1906, sin embargo tras su reapertura en 1928 no han detenido su trabajo, funcionando sin descanso hasta el presente para constituir en la actualidad la Facultad de Medicina compuesta por la escuela de medicina, por la Escuela de Enfermería y por la Escuela de Nutrición y Dietética (estas 2 últimas creadas en 1967 y 1972 respectivamente), y la Facultad de Farmacia y Bioanálisis (llamada así desde 2002 tras la creación de la Escuela de Bioanálisis conformada en 1950).
En 1843 se crea la cátedra de Matemática que regentó inicialmente el Dr. Eloy Paredes, esta daría origen a posterior a Facultad de Ciencias Exactas que dispondría de Cátedras de Álgebra Superior, Geometría Analítica y Descriptiva, Cálculo Infinitesimal, Mecánica Racional, Geodesia, Astronomía y Física, de la cual se desprendería en 1918 la Escuela de Ciencias Físicas-Matemáticas y Naturales, y en 1932 se transformó en la Escuela de Ciencias Físicas y Matemáticas, serían estos los orígenes para que se creará la facultad de ingeniería el 14 de octubre de 1936, bajó la gestión del entonces rector Dr. Humberto Ruíz Fonseca, así como la Facultad Experimental de Ciencias en 1967 la cual conformaría la actual Facultad de Ciencias a partir del año 1969 por aprobación del Consejo Nacional de Universidades.
En 1939 fue organizada la Facultad de Odontología a partir de la antigua Escuela de Dentistería perteneciente a la Facultad de Medicina, en 1948 se abre la escuela de Ingeniería Forestal; ya a finales de la década de los 50 se crea en 1955 la Escuela de Letras, la Escuela de Historia y la Escuela de Humanidades que pasa a ser facultad en 1958 junto con la creación de la Facultad de Economía. En 1961 se crea Arquitectura y la Extensión Universitaria de «Valera», más tarde en 1963 la Escuela de Ingeniería Eléctrica; en 1967 se crea el Núcleo Táchira ubicado en la ciudad de San Cristóbal y hoy llamado «Pedro Ricón Gutiérrez» en honor al rector de rectores y uno de los grandes exponentes de la lucha por la autonomía universitaria. En 1971 se instituyó la Escuela de Ingeniería Mecánica, Química y de Sistemas, ya en 1972 el núcleo Trujillo, ubicado en los previos de la ciudad de Trujillo.

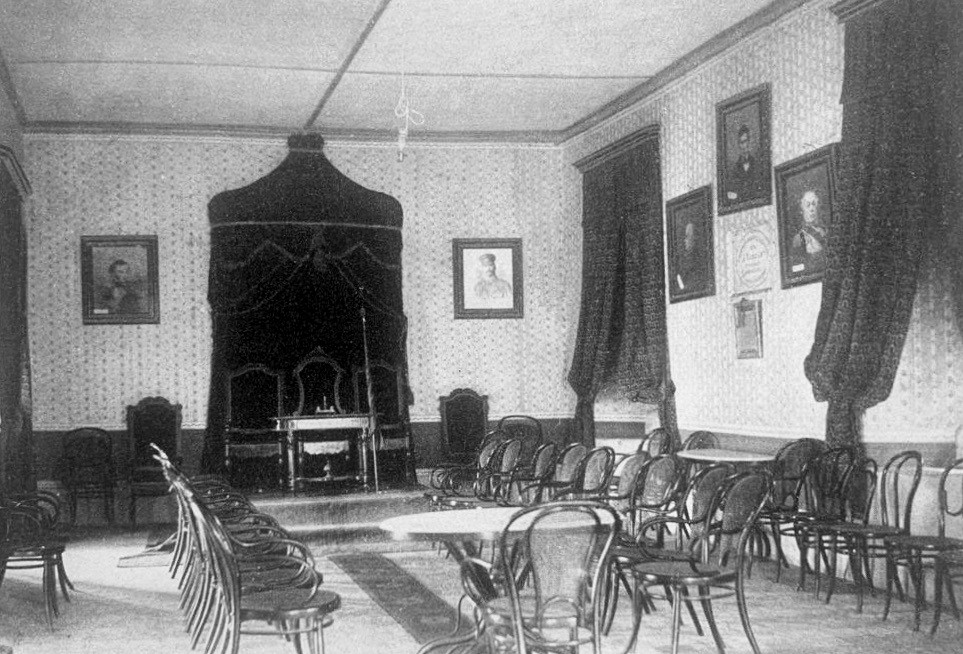
Antiguo salón de actos de la ULA, c. 1929.

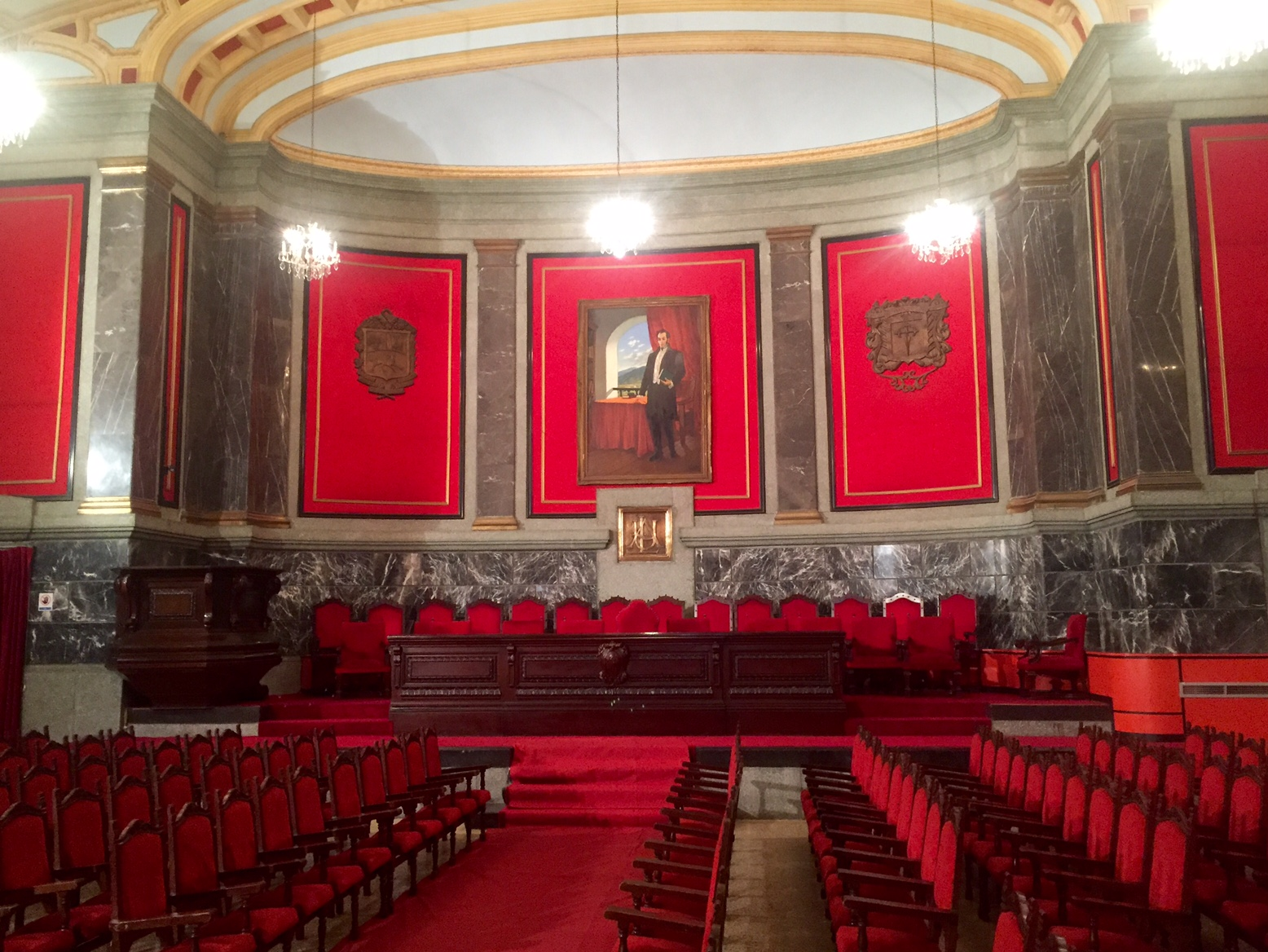
Aula Magna de la ULA.

Iniciada la década del 2000 con la entrada del Siglo XXI la Universidad decide expandirse a otra zonas geográficas del estado Mérida, poniéndole el ojo a las Zonas Sur del Lago y Valle del Mocotíes, con la intención de explotar, mejorar, tecnificar y profesionalizar los talentos de dichas zonas, siendo la industria, tecnología, economía, el agro y los alimentos en el caso de El Vigía así como las artes, la cultura, la educación y la salud en el caso de Tovar, siendo Las últimas creaciones de esta casa de estudios el Núcleo Universitario «Alberto Adriani» de la ciudad de El Vigía: creada bajo decreto unánime del Consejo Universitario el 22 de enero de 2007 y el Núcleo Universitario «Valle del Mocotíes» en Tovar: creado en abril del mismo año, siendo inaugurada como extensión el 8 de septiembre de 2007 y luego elevada a núcleo el 16 de marzo del 2015, posteriormente fueron decretadas la creación de la extensiones de Zea, Bailadores, Mucuchíes y Pueblo Llano.
En la actualidad la Universidad de Los Andes tiene sedes en más de tres estados de Venezuela, siendo su epicentro la Región Andina (Táchira, Mérida y Trujillo) impartiendo estudios en las áreas de Ciencias Básicas, Ingeniería, Arquitectura y Tecnología, Ciencias del Agro y del Mar, Ciencias de la Salud, Ciencias de la Educación, Ciencias Sociales, Humanidades, Letras y Artes.
La Universidad de Los Andes actualmente se encuentra situada entre 5 mil universidades del mundo de número 37 en difusión académica vía web, esto gracias en parte muy importante al sitio Saber-ULA; también en la web se puede encontrar ubicada entre las primeras 60 en rankings de universidades respecto a calidad y cantidad de artículos, informes y otro tipo de documentos académicos, y entre las primeras 1000 del planeta de forma general.
Mantiene convenios con las principales casas del estudios a nivel internacional, entre ellas la Universidad de Cambridge, Universidad Nacional de Colombia, Oxford, Salamanca, Princeton, la Universidad Nacional Autónoma de México, Pontificia Universidad Javeriana de Colombia, Universidad de Pamplona también en Colombia, Harvard, Universidad Carlos III de Madrid, Universidad Politécnica de Valencia, universidades francesas y la Universidad de Teherán.

## Símbolos Institucionales
Escudo de la Universidad de Los AndesEl escudo de la Universidad de Los Andes fue creado bajo el rectorado de Más y Rubí en 1868. El símbolo de la ULA es esencialmente cristiano.
Himno de la Universidad de Los AndesLa creación del Himno de la Universidad de Los Andes se remonta a 1947. La Dirección de Cultura de la Universidad, para ese entonces bajo la Dirección de Rafael Gallegos Ortiz, abrió un concurso entre los miembros de la comunidad universitaria para seleccionar el himno universitario. Los profesores Luis Noguera Molina, Luis Espinetti Dini y Luis Espinel fueron los integrantes del jurado que tuvo la responsabilidad de seleccionar el ganador de ese concurso. La letra salió de la pluma del Bachiller Juan Rojas, tovareño de nacimiento y estudiante de la Facultad de Ciencias Médicas y la música fue inspiración del maestro ejidense José Rafael Rivas, director del Orfeón Universitario ULA.
| Himno de la Universidad de Los Andes |
| --- |
| Coro Cantemos estudiantes el himno clamoroso Con la vibrante estrofa de empuje y libertad... Cantemos decididos, con tono vigoroso A la serrana altiva nuestra UNIVERSIDAD I Santuario de ideales donde la lucha esgrime Sus portentosas armas con fin derrocador... Donde el sudor es sangre y el corazón no gime Para alcanzar la cima con paso vencedor II La ciencia nos señala los horizontes nuevos La libertad nos brinda su más bello ideal... Y en cada poda surge un brote de renuevos Que ensanchan a la Patria con el aire triunfal III En esta Casa Madre la juventud respira El aire y el aliento, cariño fraternal... Se forjan esperanzas con definida mira Buscando siempre el cause de la meta final IV Con juveniles voces te ofrecemos el canto Que simboliza estudio con voluntad y ardor... La sierra fija en el norte y tú nos das el manto Para seguir pujantes con paso triunfador |

## Composición
La universidad está distribuida principalmente en los tres estados andinos venezolanos: Táchira, Mérida y Trujillo, teniendo su sede principal y rectorado en la ciudad de Mérida, además de las 11 facultades repartidas dentro de los límites de la mencionada metrópoli, las cuales conforman el denominado Núcleo Mérida. De igual manera posee 4 núcleos autónomos localizados en las ciudades de San Cristóbal, Trujillo, El Vigía y Tovar, estas 2 últimas ubicadas en las zonas Sur del Lago de Maracaibo y Valle del Mocotíes del estado Mérida respectivamente, además de extensiones universitarias que permiten el desarrollo de actividades académicas y de extensión con estudios de pregrado, postgrado y actualización profesional en las ciudades de Valera, Barinas, Zea, Bailadores, Río Negro, Guanare, Barquisimeto, Maracaibo y Caracas, entre otras.
Físicamente la universidad se organiza en núcleos y estos a su vez en Complejos Uiversitarios, sin embargo, existen facultades que no forman parte de ningún conjunto, sino que se encuentran aisladas a otras facultades.

### Edificios Universitarios

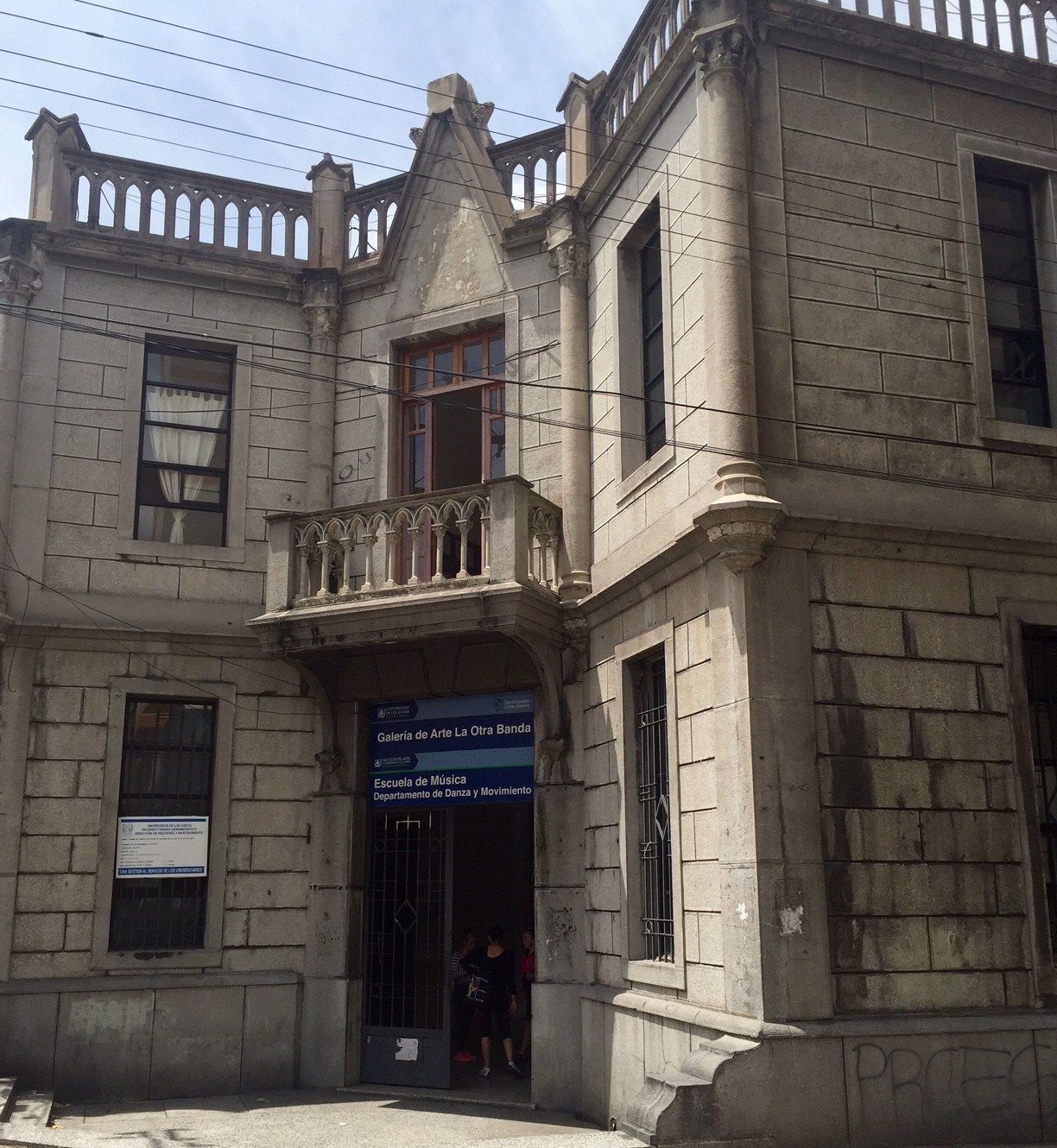
Escuela de Música y Galería de Arte La Otra Banda.

RectoradoEl edificio del rectorado, es una infraestructura de carácter gubernamental, funge como sede del Consejo Universitario máximo ente de esta casa de estudio, así como las oficina del Rector(a), del Vicerrector(a) Académico(a) y del Secretario(a) de la universidad, quienes representan 3 de las 4 autoridades que conforman el llamado equipo rectoral. Dentro de su estructura también se encuentran el Aula Magna, el Salón Fray Juan Ramos de Lora, el Paraninfo, el Museo Arqueológico de Mérida, el Patio del Rectorado, el Teatro Universitario César Rengifo, la Facultad de Odontología, así como también algunas oficinas administrativas. Se ubica en pleno centro de la ciudad de Mérida, en un perímetro constituido por las Avenidas 2 Ramos de Lora y 3 Independencia así como las calles 24 y 23.
Edificio AdministrativoEs una torre de 8 pisos de altura ubicada en la Av. Don Tulio Febres Cordero de la ciudad de Mérida, sirve de como sede de las principales oficinas administrativas lo confiere un carácter gubernamental, por encontrarse la oficina del Vicerrector(a) Administrativo(a) (también miembro del Equipo Rectoral).
Galería de Arte «La Otra Banda»Este edificio de arquitectura muy particular se encuentra en el centro de la ciudad de Mérida, en la esquina de la calle 24 con avenida 5. Sirve de sede a la Galería de arte La Otra Banda, uno de los principales centros de exposición de la ciudad, y también es sede de la Escuela de Artes Escénicas y la Escuela de Música, dos de las tres escuelas de la Facultad de Arte de la Universidad de Los Andes.

### Núcleos

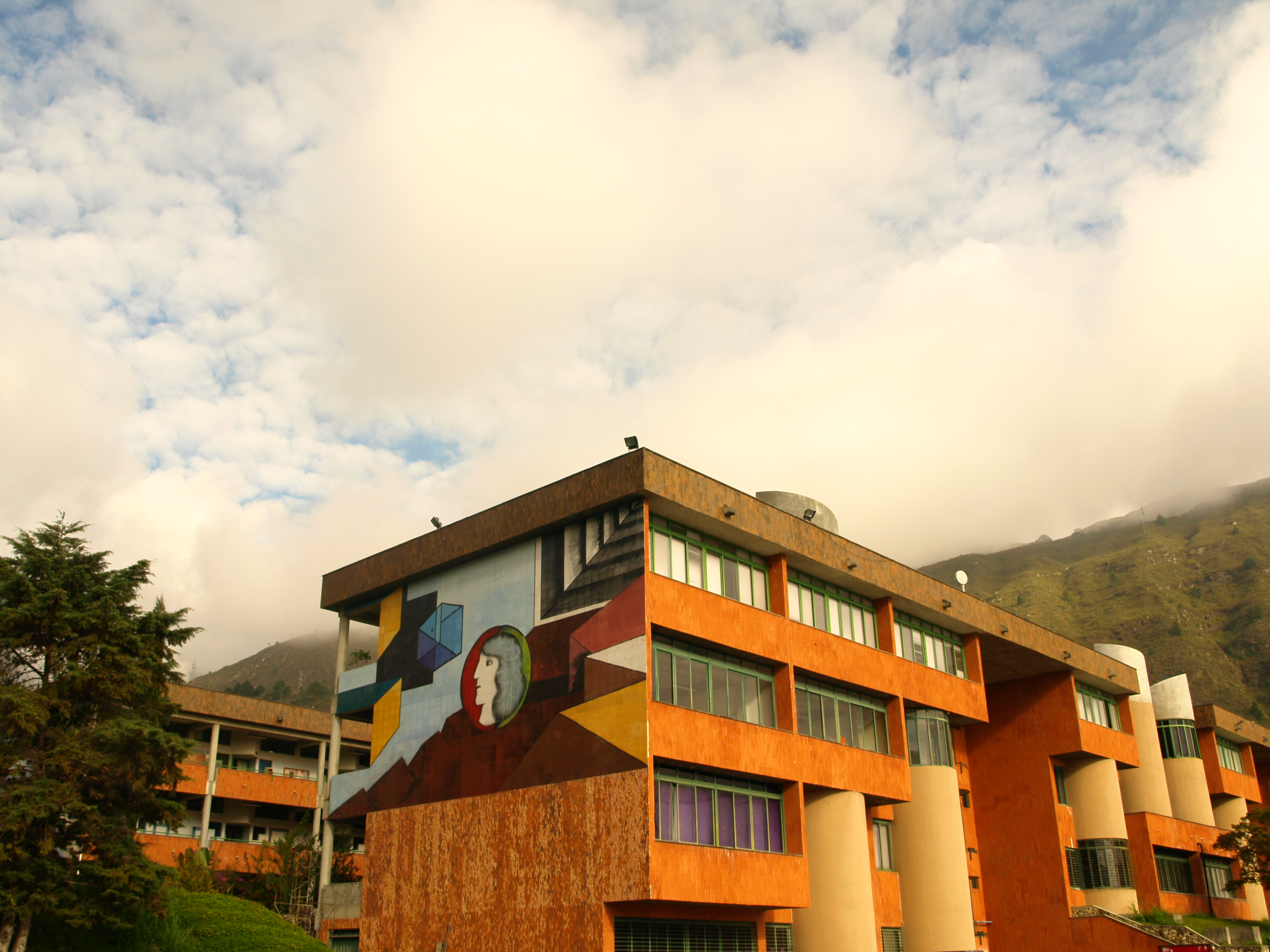
Vista parcial de la Facultad de Arquitectura y Diseño de la Universidad de Los Andes. En la fachada se estrena el mural del artista venezolano Zapata.

Los núcleos universitarios son unidades físicas o campus que concentran varias facultades, siendo estas más específicas y concentradas sobre el área de estudio. Algunas facultades no forman parte de ningún núcleo universitario. La universidad está compuesta por cuatro núcleos primarios, el Núcleo Mérida sede principal de la ULA, ubicado en la ciudad de Mérida, y los otros son foráneos y se ubican en San Cristóbal, Trujillo, El Vigía y Tovar.

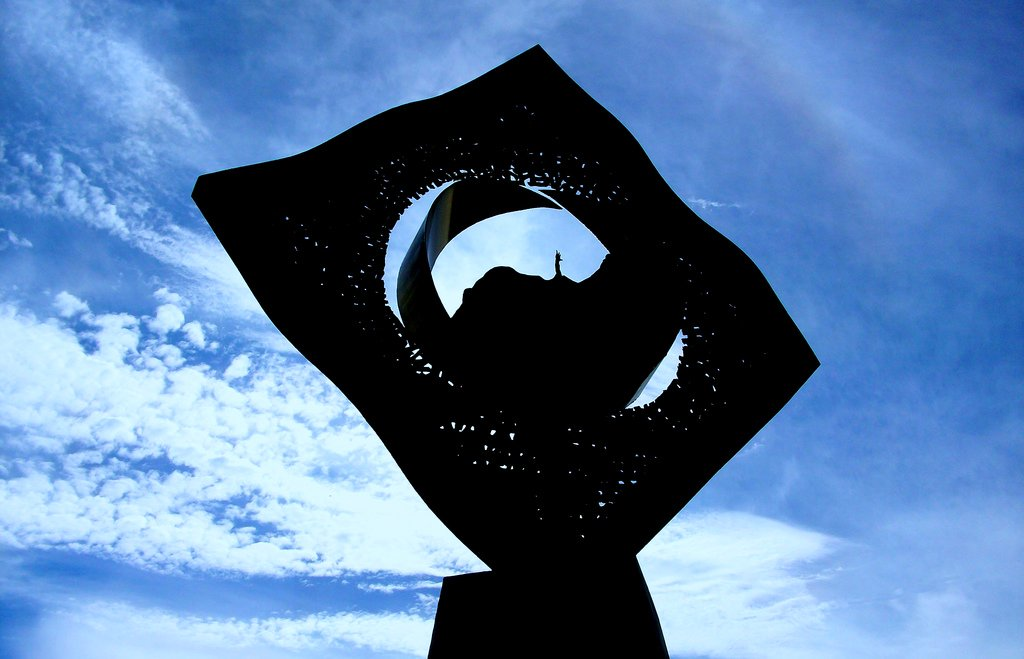
Alma Cosmográfica en FACES.

De las once facultades localizadas en el Núcleo Mérida, ocho se agrupan en Conjuntos y tres se encuentran dispersas en la ciudad. A continuación se presentan los Conjuntos universitarios del Núcleo Mérida así como los otros Núcleos Universitarios que conforman la planta física de la Universidad de Los Andes:

#### Complejos del Núcleo de Mérida

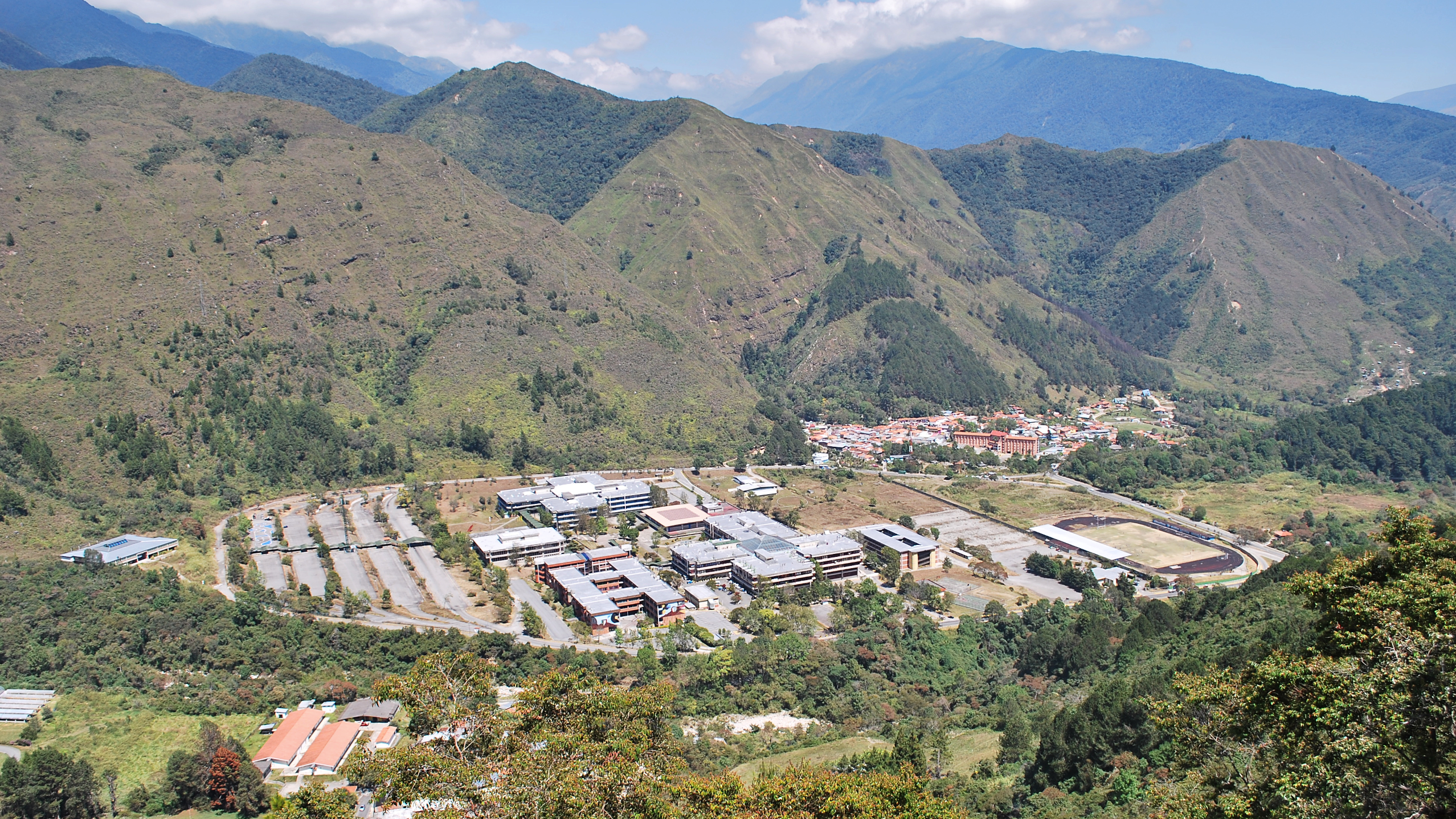
Complejo Universitario "Pedro Rincón Gutiérrez"

- Complejo Universitario «Pedro Rincón Gutiérrez, La Hechicera»: se ubica en el extremo noreste de la ciudad de Mérida en una zona poco desarrollada y a una altitud superior a los 2000 m s. n. m., es el conjunto de mayor extensión de la ciudad con cerca de 1 km² de superficie. Lo conforman la Facultad de Arquitectura y Diseño, la Facultad de Ciencias, la Facultad de Ingeniería, la biblioteca integral de Arquitectura, Ciencias e Ingeniería BIACI, un comedor universitario, un área deportiva (Béisbol, Fútbol, Natación, Karate y Taekwondo), la sede de la Dirección Universitario del Deportes, la capilla Universitaria «Jesús Maestro» así como dependencias vecinas entre las cuales están: el jardín botánico de Mérida, el Bioterio de la Universidad y la estación experimental Santa Rosa.

- Complejo Universitario «Los Chorros»: conocido como «Ciclo Básico», pues en esta sede tuvo presencia durante años el ciclo básico inicial de la Facultad de Ingeniería. Se encuentra ubicado en la Avenida Principal de los Chorros de Milla de la ciudad de Mérida, la cual lleva hacia el conocido parque zoológico Chorros de Milla. El Conjunto está rodeado de importantes reservas forestales que le otorgan el emblema de las carreras que son impartidas aquí, en esta sede reside exclusivamente la Facultad de Ciencias Forestales y Ambientales y también se encuentra una de las sedes de la Escuela de Artes Escénicas de la Facultad de Arte con su Teatro de bolsillo "José Ignacio Cabrujas" y un estadio de béisbol, además de las oficinas administrativas de: Admisión Estudiantil, de Registros Estudiantiles, y la Dirección de Asuntos Estudiantiles, todos adscritos a la institución, y además cuenta con el comedor más grande de la ULA.

- Complejo Universitario «La Liria»: ubicado en la zona centro norte de la ciudad de Mérida frente al Complejo Recreativo Albarregas en donde se ubica la plaza Monumental Román Eduardo Sandia, delimitado por la avenida Las Américas y la avenida Los Próceres. Es el segundo más grande en extensión y el de mayor índice demográfico, alberga las Facultades de: Ciencias Económicas y Sociales, Ciencias Jurídicas y Políticas y Humanidades y Educación, además de un comedor universitario, el Centro de Ciencias Aplicadas al Deporte, un anfiteatro, así como instalaciones vecinas como la Escuela de Medios Audiovisuales.

- Complejo Universitario «Don Tulio Febres-Cordero»: ubicado en el sector El Llano, atravesado por la avenida del mismo nombre, comprende un complejo de edificaciones más antiguas de la Universidad, en donde se ubica la Facultad de Medicina con casi todas sus escuelas a excepción de la Escuela de Enfermería la cual se ubica en la esquina de la Avenida 8 con calle 24; en dicho complejo se ubican la mayoría de los laboratorios de la Facultad de Ingeniería como el Laboratorio de Catálisis y Polímeros de Ingeniería Química, algunos centros de investigación como el Laboratorio de Metalografía, de Manufactura, el área Ciencias Térmicas de Ingeniería Mecánica, las instalaciones de las cátedras de Máquinas Eléctricas y Circuitos de Ingeniería Eléctrica y las áreas de Resistencia de los Materiales de Ingeniería Civil, etc. En los alrededores del Complejo se ubican instalaciones deportivas como la Cancha de la Federación de Centros de Estudiantes Universitarios y el Complejo de Canchas Luis Ghersy Govea, así también la Residencias Estudiantiles Femeninas «Mama Chela», el Departamento de Bomberos Universitarios y la Sede de la F.C.U., por lo que es uno de los complejos más densos de la Universidad, en cuanto a dependencias administrativas.

- Complejo Universitario «Campo de Oro»: se encuentra ubicado en el sector conocido como Campo de Oro en Mérida, el cual se ubica al margen de la Meseta del Tatuy, cercado por la avenida Humberto Tejera. Sus instalaciones se constituyen por un campo abierto con pocas edificaciones, en este campus se asienta solamente la Facultad de Farmacia y Bioanálisis, así como las direcciones de: Transporte, Vigilancia y Mantenimiento, además de las residencias masculinas e instalaciones deportivas como la piscina olímpica, el estadio polideportivo, el estadio de Softball, y los campos de entrenamiento de rugby, judo y voleyball de playa.

#### Facultades no aglomeradas dentro del Núcleo Mérida
- Facultad de Medicina: a pesar de tener su sede central en el Complejo Don Tulio Febres-Cordero posee edificaciones ubicadas en otras zonas de la ciudad como la Escuela de Enfermería ubicada en la esquina de la avenida 8 con calle 24, la sede del Centro de Investigaciones Psicológicas ubica entre la avenida Don Tulio Febres Cordero y la avenida 4 Bolívar, el Instituto de Inmunología Clínica ubicado en el sector Campo de Oro detrás del I.A.H.U.L.A. y el edificio Palomaris ubicado en la calle 34 entre la avenida Don Tulio Febres Cordero y la avenida 4 Bolívar, en donde funciona el Decanato y las principales oficinas administrativas de la misma.

- Facultad de Odontología: ubicada en el edificio del rectorado, en donde se encuentran las oficinas administrativas, las aulas y laboratorios de clases, sin embargo posee otras instalaciones como el módulo de atención ubicado en el sector La Arenita en la prolongación de la Avenida Humberto Tejera. En la actualidad la universidad cuenta con un proyecto de construir una nueva sede dentro del Conjunto Universitario «Campo de Oro».

- Facultad de Arte: es la facultad más joven de la universidad andina, se ubica dispersa dentro de la ciudad de Mérida, su sede principal se encuentra en la Urb. Santa María Sur en la Avenida Principal de la Hoyada de Milla, en donde se encuentran las principales oficinas administrativas, así como el decanato. Dicha Facultad está compuesta por tres escuelas y tres sedes, la primera sede en la Avenida Principal de la Hoyada de Milla, se encuentran la Escuela de Artes Visuales y Diseño Gráfico, y sus licenciaturas homónimas, la segunda sede se encuentra ubicada en el Conjunto Universitario «Los Chorros» y aquí se encuentra la primera sede de la Escuela de Artes Escénicas y su licenciatura en Actuación, junto a la Sala de Teatro de bolsillo «José Ignacio Cabrujas» y finalmente, una tercera sede de la facultad, está el edificio san José, donde se encuentra la sede de la Escuela de Música y la segunda sede de la Escuela de Artes Escénicas y su licenciatura en Danza y Artes del Movimiento que comparten espacios con la "Galería la Otra Banda".

#### Sedes y núcleos foráneos

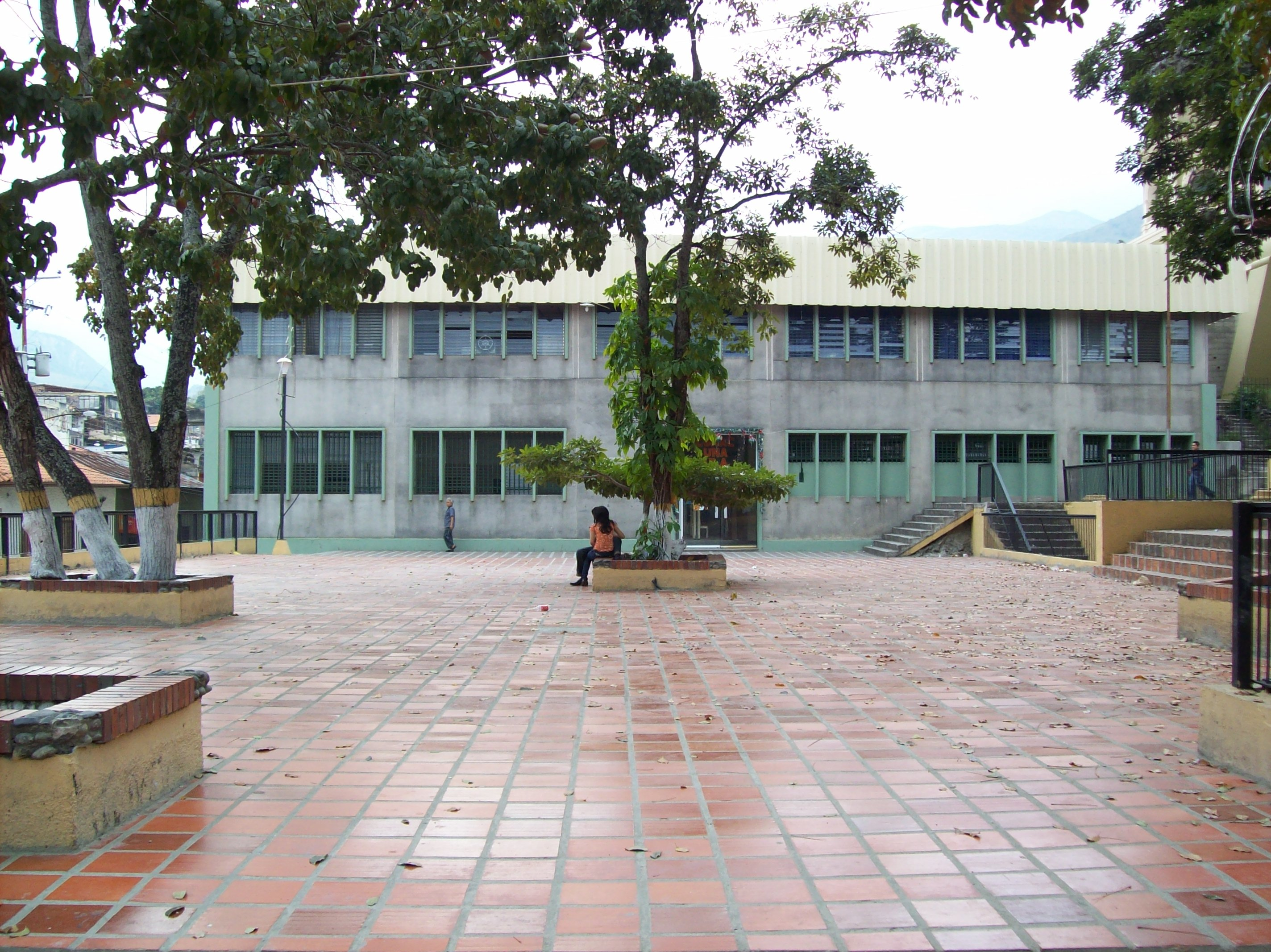
Centro cultural Elbano Mendez Osuna, sede principal de la Núcleo Universitario «Valle del Mocotíes»

- Núcleo Universitario «Rafael Rangel» (NURR): es sede de la universidad para la ciudad de Trujillo, Estado Trujillo. En estas instalaciones se dictan más de 20 carreras, en su mayoría en las áreas de: Educación, Ingenierías, Ciencias Sociales y Ciencias del Agro, entre las que destacan las Carreras de Ingeniería de Producción en Agroecosistemas, Ingeniería Agrícola, Administración, Contaduría, Comunicación Social, Educación Mención Ecología y Educación Ambiental.

- Núcleo Universitario «Dr. Pedro Rincón Gutiérrez» (NUTULA): conocido como Núcleo Táchira, se ubica en la ciudad de San Cristóbal, Estado Táchira. Aquí se dictan 8 carreras de pregrado entre las que destaca Comunicación Social.

- Núcleo Universitario «Alberto Adriani» (NUAA): situado en la ciudad de El Vigía, Estado Mérida y creada bajo decreto unánime del Consejo Universitario el 22 de enero de 2007, en la actualidad se ubica en la antigua Hacienda La Judibana, en donde en la actualidad se edifican edificios, aulas de clases e instalaciones deportivas, culturales y recreativos; hasta los momentos se imparten los ciclos básicos de las carreras de ingeniería civil, mecánica, eléctrica, química, geológica y en sistemas, de tal manera los estudiantes que ingresen a la institución por este núcleo y culminen su ciclo básico, deben terminar su carrera universitaria en la sede de la ciudad de Mérida, se tiene previsto dar inicio a carreras de las ciencias económicas y sociales, así como la licenciatura en Veterinaria. Su principal misión es la de llevar la educación universitaria a los pobladores de la extensa zona Sur del Lago de Maracaibo comprendida por localidades como: El Vigía, Santa Bárbara del Zulia, El Chivo, Santa Elena de Arenales, La Tendida, Coloncito, Tucaní, Caja Seca, Nueva Bolivia, entre otras.

- Núcleo Universitario «Valle del Mocotíes» (NUVAM): sus orígenes radican en la década de los 60s cuando un grupo de hacedores culturales solicitaron a la ULA la creación de una extensión cultural para la población de Tovar, sin embargo su conformación como extensión universitaria se realizó en abril de 2007, siendo su inauguración oficial el 8 de septiembre del mismo año, y luego fue cambiado de denominación pasando a ser Núcleo Universitario bajo decreto del Consejo Universitario del 16 de marzo del 2015, hasta la fecha cuenta con 4 carreras de pregrado en curso: Licenciaturas en Artes Visuales y en Educación mención Educación Física, Deportes y Recreación, así como los Técnico Superior Universitario en Estadística de la Salud y en Forestal, diplomados no conducentes a títulos, programa de formación docente y actividades de extensión, todas impartidas desde su sede en el edificio del centro cultural «Elbano Méndez Osuna», además de la propuestas de iniciar las carreras de Enfermería, Ingeniaría Agroindustrial, Administración de Empresas y Contaduría Pública por lo cual se tienen planes construir una ciudadela universitaria en los terrenos de la antigua Hacienda de Cucuchica en donde se ubicarán sus instalaciones administrativas, académicas y de extensión. A partir del año 2016 tiene adscritas 4 Extensiones ubicadas en las Poblaciones de Río Negro (Municipio Guaraque), Canagua (Municipio Arzobispo Chacón), Caño El Tigre (Municipio Zea) y Bailadores (Municipio Rivas Dávila) estas 2 últimas en donde se tienen previsto iniciar las carreras de T.S.U. en Forestal y Gastronomía respectivamente.[7][6]

- Extensión Universitaria de «Valera»: La Extensión de la Escuela de Medicina en la ciudad de Valera fue creada en el año de 1961 a causa de la excesiva demanda de estudiantes de Medicina en esta casa de estudios, hoy por hoy se plantea la posibilidad de abrir el primer año de la carrera de Medicina, con la finalidad de descongestionar la escuela del núcleo principal en la ciudad de Mérida.

- Extensión Universitaria de «Barinas»: La Extensión de la Escuela de Medicina en la ciudad de Barinas se crea el 1 de junio de 1977 bajo la coordinación de José León Tapia, con el propósito de ampliar la oferta de pasantías a los estudiantes de esta carrera y de igual forma extender un brazo institucional al Hospital Dr. Luis Razetti de la localidad.[16]

### Facultades

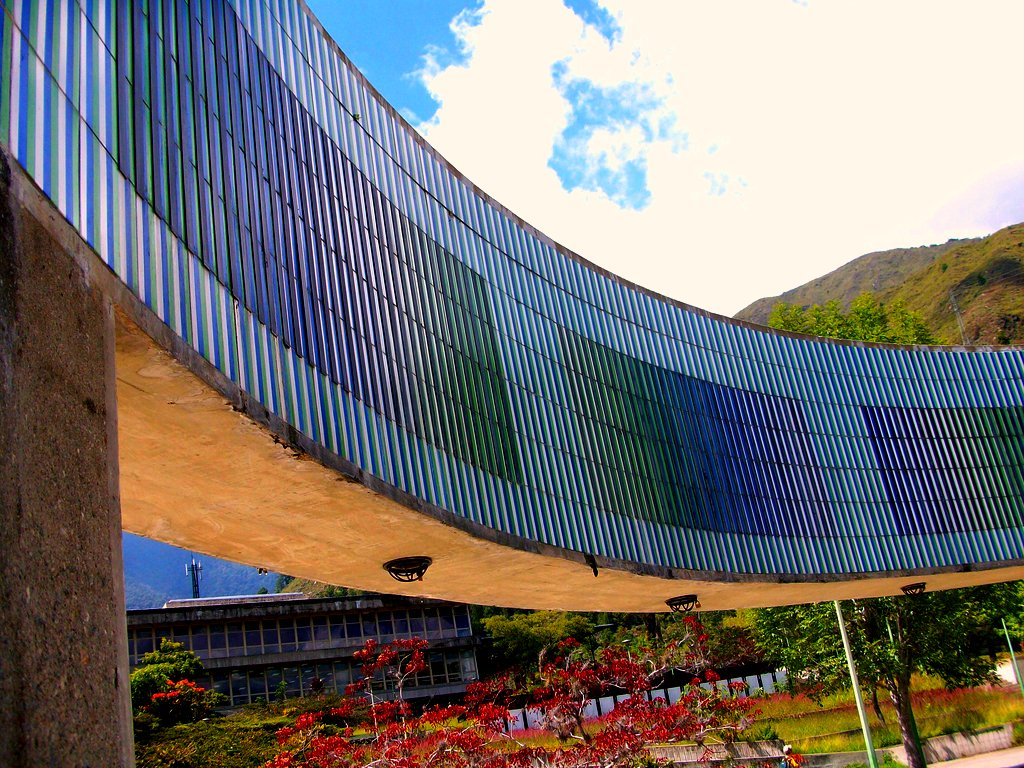
Obra de Carlos Cruz-Díez en el Conjunto Universitario «La Hechicera».

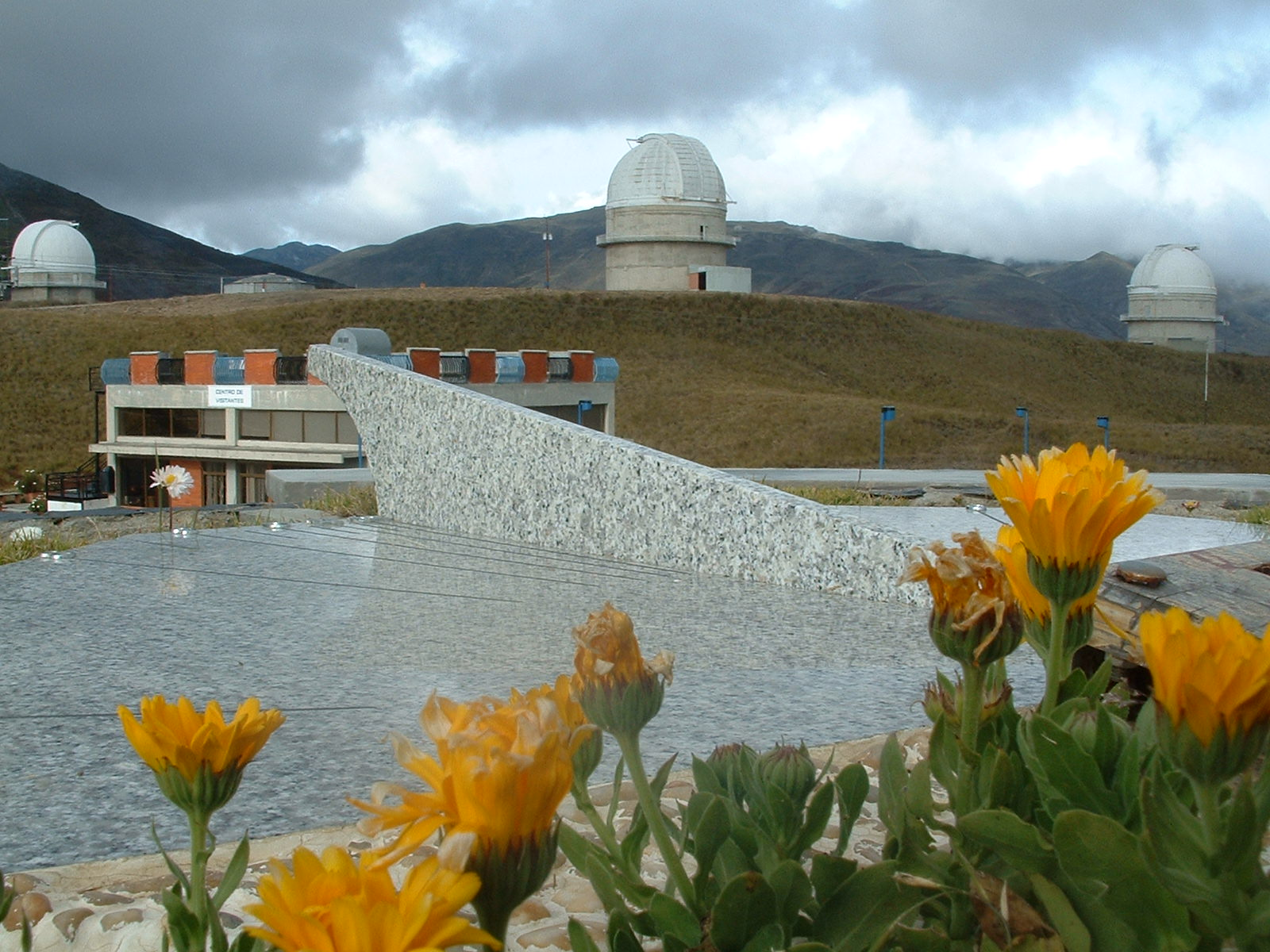
Astrofísico de Mérida o simplemente Observatorio Llano del Hato es un observatorio astronómico ubicado a una altura de 3.600 convirtiéndolo en uno de los observatorios enclavados a mayor altura del mundo.

La Universidad de Los Andes está integrada por once (11) Facultades, cada una de ellas está constituida por Escuelas y Departamentos, y por las carreras de su área específica. Las facultades son autónomas, cuentan con una primera autoridad universitaria que es el Decano, además de los directores de cada escuela o departamento que la integre.
Las Facultades y Escuelas de la Universidad de Los Andes son:
| Facultad de Arquitectura y Diseño - Escuela de Arquitectura - Escuela de Diseño Industrial Facultad de Artes - Escuela de Artes Escénicas - Departamento de Actuación - Departamento de Danza y Artes del Movimiento - Escuela de Artes Visuales y Diseño Gráfico - Escuela de Música Facultad de Ciencias - Escuela de Ciencias: - Departamento de Química - Departamento de Biología - Departamento de Física - Departamento de Matemáticas Facultad de Ciencias Económicas y Sociales - Escuela de Administración de Empresas y Contaduría Pública - Departamento de Gerencia Gastronómica - Escuela de Economía - Escuela de Estadística | Facultad de Ciencias Forestales y Ambientales - Escuela Técnica Superior Forestal (ETSUFOR) - Escuela de Geografía - Escuela de Ingeniería Forestal Facultad de Ciencias Jurídicas y Políticas - Escuela de Ciencias Políticas - Escuela de Criminología - Escuela de Derecho Facultad de Farmacia y Bioanálisis - Escuela de Bioanálisis - Escuela de Farmacia Facultad de Humanidades y Educación - Escuela de Educación - Escuela de Historia - Escuela de Filosofía - Escuela de Idiomas Modernos - Escuela de Letras - Escuela de Medios Audiovisuales - Departamento de Comunicación Sócial | Facultad de Ingeniería - Escuela Básica - Escuela de Ingeniería Civil - Escuela de Ingeniería Eléctrica - Escuela de Ingeniería Geológica - Escuela de Ingeniería Geomática - Escuela de Ingeniería Mecánica - Escuela de Ingeniería Química - Escuela de Ingeniería de Sistemas Facultad de Medicina - Escuela de Enfermería - Escuela de Medicina - Departamento de Psicología Clínica - Departamento de T.S.U. en Estadística de la Salud - Departamento de T.S.U. de Inspección en Salud Pública - Escuela de Nutrición y Dietética Facultad de Odontología - Escuela de Odontología |

### Institutos y Centros de Investigaciones
| Facultad de Medicina - Centro de Investigaciones Cardiovasculares - Centro de Fisiología de las Alturas - Centro de Investigaciones Psicológicas. - Laboratorio Multidisciplinario de Investigación Clínica con Base Epidemiológica. - Laboratorio de Fisiología de la Conducta - Instituto de Inmunología Clínica. Facultad de Odontología - Centro de Investigaciones Odontológicas (CIO) Facultad de Farmacia y Bioanálisis - Instituto de Investigaciones de la Facultad de Farmacia y Bioanálisis (IIFFB) - Laboratorio Integral de Bioanálisis - Laboratorio de Tecnología Industrial Farmacéutica - Laboratorio de Zoonosis - Laboratorio de Metabolismo Óseo - Planta Procesadora de Alimentos - Herbario «Doctor Luis Ruiz Terán» Facultad de Humanidades y Educación - Instituto de Investigaciones Literarias «Gonzalo Picón Febres» - Centro de Estudios Históricos «Carlos Emilio Muñoz Oráa» (CEHCEMO) - Centro de Investigaciones Etnológicas (CIET) - Centro de Investigaciones en Ciencias Humanas (HUMANIC) - Centro de Estudios de África, Asia y Diásporas Latinoamericanas y Caribeñas «José Manuel Briceño Moncillo» (CEAA) - Centro de Investigación y Atención Lingüística «Julio César Salas» (CIAL) - Centro de Ciencias Aplicadas al Deporte (CECAD) - Centro de Investigaciones Informática y Diseño Instruccional (CINDISI) - Centro de Investigaciones en Lectura, Escritura e Innovaciones Socioeducativas (CENDILES) - Centro de Investigaciones Estéticas (CIE) de la Escuela de Idiomas Modernos - Centro de Investigaciones en Lenguas Extranjeras (CILE) - Laboratorio de Fonética - Laboratorio de Biomecánica - Laboratorio de Fisiología del Ejercicio - Laboratorio de Prevención y Rehabilitación Físico Corporal - Laboratorio Didáctica y Pedagogía - Laboratorio de Psicología de la Salud y el Deporte - Laboratorio de la Fuerza Aplicada Facultad de Artes - Laboratorio de Semiótica de Las Artes | Facultad de Ingeniería - Instituto de Fotogrametría - Centro de Estudios de Micro-computación y Sistemas Digitales - Centro de Estudios de Simulación y Modelos - Centro Interamericano de Desarrollo e Investigación Ambiental y Territorial - Centro de Investigaciones Hidráulicas y de Mecánica de Fluidos - Laboratorio de Formulación, Interfaces, Reología y Procesos (FIRP) - Laboratorio de Hidráulica Facultad de Ciencias - Instituto de Ciencias Ambientales y Ecológicas (ICAE) - Centro de investigaciones del jardín botánico de Mérida - Centro Latinoamericano y del Caribe para la Investigación sobre la Enseñanza de la Ciencia (CELCIEC) - Circuito Universitario de Los Andes para el Manejo Integral de los Desechos (CIULAMIDE) Facultad de Ciencias Forestales y Ambientales - Instituto de Geografía y Conservación de Recursos Naturales - Instituto de Investigaciones Agropecuarias (IIAP) - Instituto de Investigación para el Desarrollo Forestal (INDEFOR) - Instituto Latinoamericano de Forestal - Laboratorio de Geomorfología - Laboratorio de Suelos - Laboratorio de Sistemas de Información Geográfica - Laboratorio Nacional de Productos Forestales (LABONAC) - Laboratorio de Informática - Laboratorio de Fotogrametria y Sensores Remotos (LFSR) Facultad de Arquitectura y Diseño Industrial - Centro de Estudios Históricos de la Facultad De Arquitectura «Alfonso Vanegas Rizo» - Laboratorio de Materiales - Laboratorio de Ergonomía - Taller de Modelos Facultad de Ciencias Económicas y Sociales - Centro de Investigaciones Agroalimentarias - Centro de lnvestigaciones y Desarrollo Empresarial (CIDE) - Instituto de Estadística Aplicada y Computación (IEAC) - Instituto de Investigaciones Económicas y Sociales (IIES) Facultad de Ciencias Jurídicas y Políticas - Centro de Investigaciones Jurídicas (CIJ) - Centro de Investigaciones Penales y Criminológicas (CENIPEC) - Centro Iberoamericano de Estudios Provinciales y Locales (CIEPROL) - Centro de Estudios Rurales Andinos |

### Otras dependencias

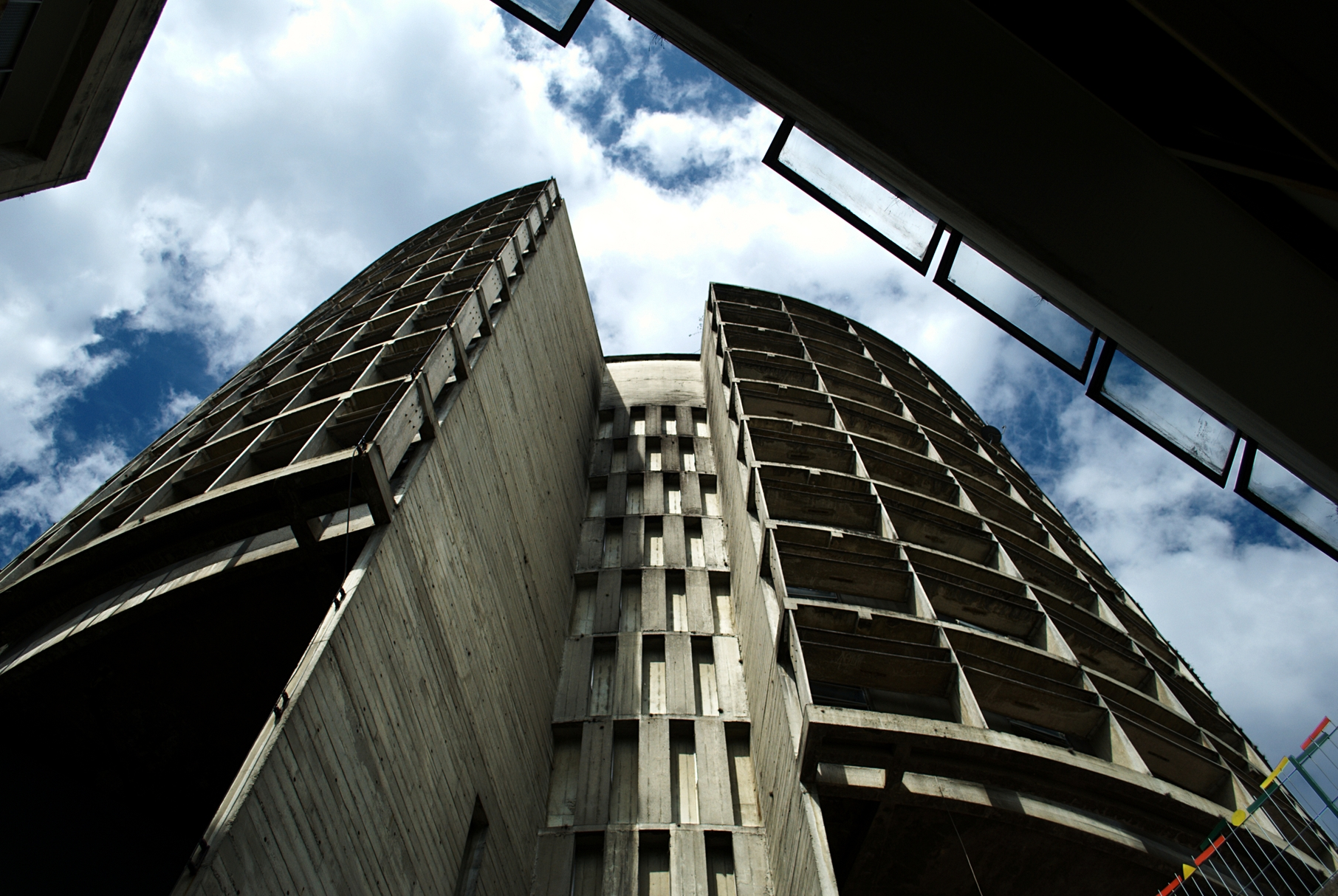
Vista de la Torre del Instituto Autónomo Hospital Universitario de Los Andes, sede de diferentes postgrados e investigaciones, además de ser el primer centro asistencial del occidente del país.

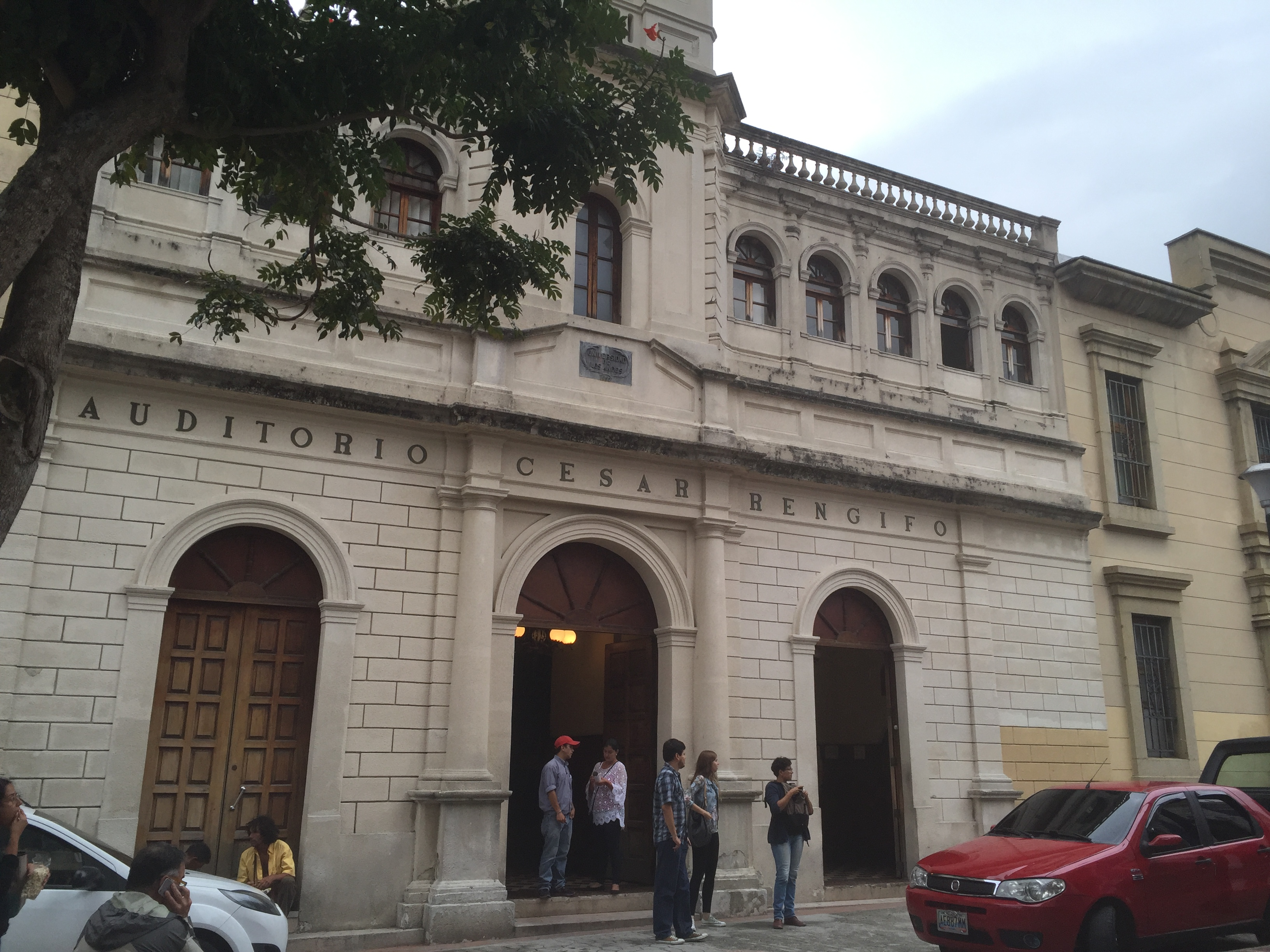
Auditorio y Teatro César Rengifo.

- CAMIULA, Centro de Atención Médica Integral de la Universidad de Los Andes

- Observatorio de Derechos Humanos de la Universidad de Los Andes
- Archivo Histórico de la Universidad de Los Andes

- Observatorio Astronómico Nacional de Llano del Hato

- Complejo polideportivo Luis Ghersy

- Complejo polideportivo Lourdes

- Edificio de la escuela de música

- Edificio de la escuela de enfermería

- Residencias femeninas Mama Chela

- Residencias masculinas Pedro Rincón Gútierrez (ULAMCD)

- Sede de APULA

- Unidad Educativa «Dr. Carlos Emilio Muñoz Oraá» (C.E.A.P.U.L.A.)

- Sede la Federación de Centros Universitarios

- Bomberos Universitarios

- Bioterio

- Comisión Electoral

- Estación Experimental Caparo

- Estación Experimental El Irel

- Estación Experimental San Eusebio

- Estación Experimental El Caimital

- Estación Experimental San Juan

- Estación Experimental Ticoporo

- Orfeón de la Universidad De Los Andes

## Gobierno universitario

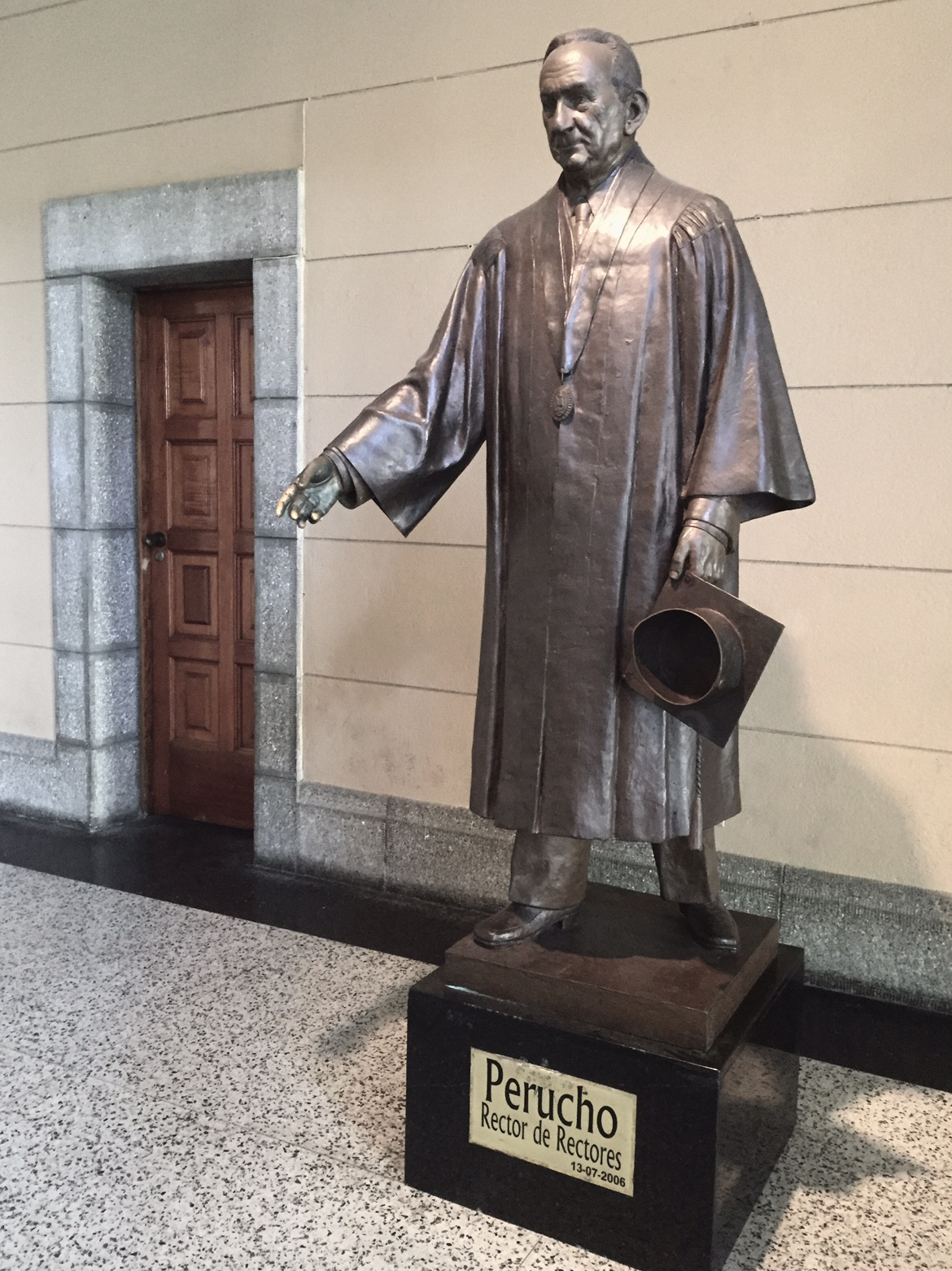
El rector Pedro Rincón Gutiérrez por el escultor Manuel de la Fuente en el Rectorado de la ULA.

La autoridad suprema de la universidad reside en el Consejo Universitario, el cual ejerce las funciones de gobierno y se halla conformado por el Rector, quién lo preside, el Vicerrector Académico, el Vicerrector Administrativo y el Secretario, además de los Decanos de las Facultades, cinco representantes de los profesores, tres representantes de los estudiantes, un representante de los egresados y un delegado del Ministerio de Educación.
Ordinariamente los miembros del Consejo Universitario se reúnen una vez por semana. No obstante, dada la especificidad o gravedad de algunas situaciones, puede llamarse a reunión en cualquier momento para la realización de un Consejo extraordinario. El Rector es el representante legal de la Universidad y el órgano de comunicación de ésta con todas las autoridades de la República y las instituciones nacionales o extranjeras.
La autoridad máxima de cada Facultad o Núcleo recae sobre su Asamblea de Facultad o Asamblea de Núcleo, integradas por los Profesores Honorarios, Titulares, Asociados, Agregados, y Asistentes, por los representantes estudiantiles y por los representantes de los egresados de las respectivas facultades y núcleos.
Cada facultad cuenta además con un Consejo de Facultad, que es la autoridad encargada de tomar decisiones autónomas que conciernan exclusivamente a la Facultad en el que este constituido, de la misma forma cada núcleo cuenta con un Consejo de Núcleo. Estos están conformados por: el Decano de la Facultad o Vicerrector del núcleo, siete representantes de los Profesores, un representante de los egresados, elegido por el colegio o asociación profesional correspondiente, dos representantes de los estudiantes, elegidos por los alumnos regulares del último bienio de la carrera, y los Directores de Escuela e Institutos de la Facultad o en su defecto por los Coordinadores Académico, Administrativo y de Extensión del núcleo.
Un decano(a) es el titular de la dirección de cada Facultad, así como existe un Vicerrector titular de cada núcleo. Ambas autoridades son designadas por el Rector, de una terna seleccionada por cada Asamblea de Facultad o Asamblea de Núcleo.

## Admisión

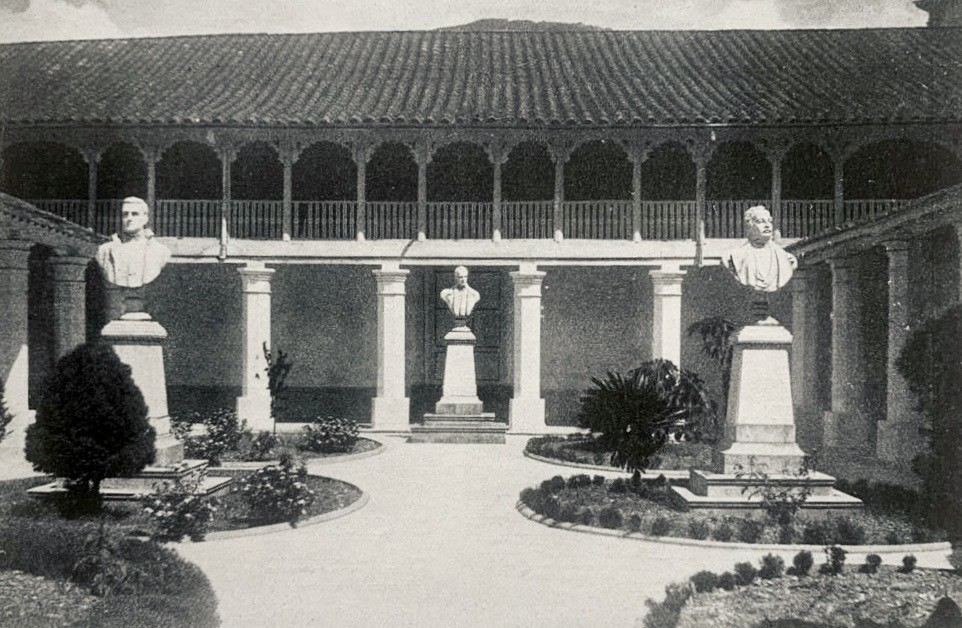
Antiguo patio de la ULA con los bustos de José Antonio Páez, el canónigo Uzcátegui y Eloy Paredes.

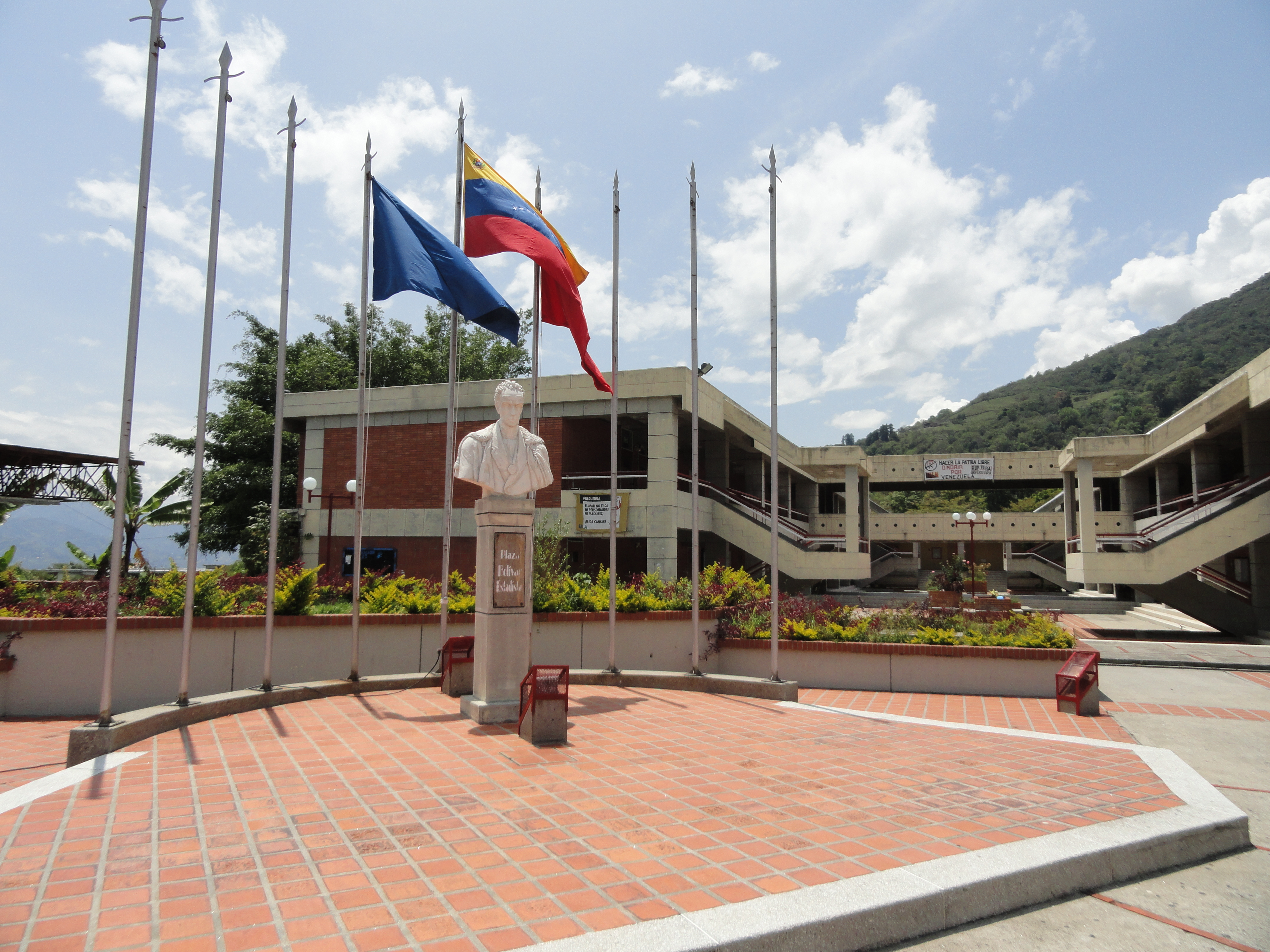
Plaza central de la facultad de Ciencias políticas y jurídicas.

### Pregrado
La universidad realiza dos procesos de admisión cada año, se puede lograr el ingreso por varias modalidades:
- Prueba de Selección: es una prueba general escrita que evalúa los conocimientos adquiridos por el aspirante durante sus años de estudio en el bachillerato, y selecciona a aquellos que tengan la mayor aptitud en ingresar a la universidad, a través de la calificación obtenida en dicho examen. La prueba varía de acuerdo a la carrera.
- Asignación de cupos por la Oficina de Planificación del Sector Universitario (OPSU): recientemente entró en vigencia esta nueva modalidad que se lleva a cabo una vez al año por la OPSU, ente público adscrito al Ministerio de Educación Universitaria, y que selecciona una cuota de aspirantes a través de un registro en línea según el índice académico de cada alumno.
- Convenio ULA-Gremios: es una modalidad de admisión convenida con los gremios laborales que integran la universidad. Bajo este sistema tienen opción a ingresar los hijos consanguíneos, legalmente adoptados y reconocidos de la totalidad del personal de la institución, así como los cónyuges y el mismo personal administrativo, técnico y obrero de la universidad, no profesional. Sin embargo, hay carreras que no tienen esta opción de ingreso, así como cada Facultad o Núcleo exige una serie de requisitos académicos a los aspirantes que opten por un cupo mediante este método.
- Población Indígena Venezolana.
- Artistas de destacada trayectoria.
- Atletas de alta competencia.
- Alto rendimiento: se establece para los aspirantes que han cursado sus estudios de Educación Básica, Media, Divesificada y Profesional en la Región de los Andes: Mérida, Táchira, Trujillo, Barinas y Municipio Páez de Apure, que hayan obtenido entre el séptimo grado de Educación Media Básica y el primer año de Media Diversificada un promedio general de calificaciones mínimo de 18 puntos sin aproximación.
- Programa Fray Juan Ramos de Lora: es una modalidad diseñada para garantizar el ingreso a los estudiantes más talentosos, brillantes y destacados, procedentes de los planteles públicos más importantes y de renombre de la Región Andina. Los cuales son seleccionados mediante distintas pruebas individuales de alta rigurosidad para así determinar quienes son los mejores. Posteriormente Durante un año los aspirantes deberán cursar diferentes materias, que Son dictadas por excelentes Docentes especialistas en las instalaciones de la Universidad De los andes para adquirir conocimientos previos , donde identificaran en que carrera universitaria tendrían mejor desempeño, y finalmente obtienen su cupo de ingreso a la Universidad de Los Andes los estudiantes que logren Destacarse más dentro del grupo de preseleccionados.

### Postgrado
Los trámites para el ingreso a un Postgrado de la Universidad de Los Andes se realizan directamente en la Facultad o Núcleo al cual está adscrito.

## Medios de comunicación

### Prensa ULA
La Oficina de Prensa Institucional de la ULA (8/6/1978) se creó bajo la gestión del rector Pedro Rincón Gutiérrez. Actualmente, Prensa ULA, asentada en el periodismo digital, se proyecta de sus cuentas de redes sociales y canales de mensajería instantánea.
ULA FM es una emisora regional con entidades de los estados Táchira y Trujillo. Se inició sus emisiones el 21 de marzo de 1997 como la primera emisora comercial de forma universitaria, su dial es 107.7 y su programación es general y educativo. En 2007, se constituye la sociedad Circuito Radial Universitario de la ULA con la apertura de nuevas emisoras radiales en el Táchira (106.5 FM) y Trujillo (97.9 FM). Su domicilio legal se encuentra en la AV. 3 entre calles 20 y 30 edificio la Eva, piso I.

### Televisión
La Universidad de los Andes (ULA) contó con una televisora denominada ULA TV, en la cual su programación fueron programas educativos, arte, historia, documentales, y programación dedicada a los más jóvenes. Sin embargo, actualmente se encuentra fuera del aire desde el 15 de junio de 2017 por órdenes de CONATEL. Actualmente ULA TV se encuentra en plataformas digitales como YouTube.

## Autoridades Universitarias

### Rectores
| - Fray Juan Ramos de Lora (1782-1790) | - Pedro Juan Arellano (1858-1862) | - Manuel Antonio Pulido Méndez (1937-1941) |

*Final oficial de Periodo Rectoral

### Decanos de Facultades
| Facultad de Odontología - Justo Bonomie (2008-2012*) (2012-2016*) Facultad de Medicina - Gerardo Tovito (2008-2012*) Facultad de Ciencias - Nelson Viloria (2008-2012*) Facultad de Arquitectura y Diseño Industrial - Argimiro Castillo (2008-2012*) Facultad de Ingeniería - Carlos Muñoz (ENCARGADA) Facultad de Artes - Jorge Torres (ENCARGADO) | Facultad de Farmacia y Bioanálisis - José Rafael Luna (2008-2012*) Facultad de Ciencias Económicas y Sociales - Raúl Huizzi (2008-2012*) Facultad de Ciencias Forestales y Ambientales - Darío Garay (2008-2012*) Facultad de Ciencias Jurídicas y Políticas - Andrey Gromiko (2008-2012*)(destituido**) Orfeón Universitario - José Geraldo Arrieche (1986-Actualidad) Núcleo Universitario «Pedro Rincón Gutiérrez» - Alfonso Sánchez (2008-2012*) Núcleo Universitario «Rafael Rangel» - Eric Brown (2008-2012*) | Núcleo Universitario «Alberto Adriani» - Eladio Dapena (nombramiento***) Núcleo Universitario «Valle del Mocotíes» - José Rafael Prado (nombramiento***) Extensión Universitaria de «Valera» - Laura Vásquez (nombramiento***) Facultad de Humanidades y Educación Alfredo Angulo |

*Final oficial de Periodo Decanal. Bonucci a la fecha sigue en el poder sin llamar a elecciones convertido así en quien más se ha postergado en la Historia de esta loable casa de estudio
**Destituido por decisión del Tribunal Supremo de Justicia de Venezuela
***Nombrado directamente por el Rector y aprobado por el Consejo Universitario

## Instituciones Gremiales
En la Universidad de Los Andes la creación de sindicatos y gremios le corresponde a profesores, trabajadores administrativos y personal obrero, de los cuales se tienen actualmente (2008) los siguientes:
- Asociación de Empleados de la ULA (AEULA).
- Asociación de Profesores de la ULA (APULA).
- Sindicato de Artes Gráficas de la ULA (SAGEULA).
- Sindicato de Profesionales de la ULA ().
- Sindicato de Profesionales Deportivas de la ULA. (SIPRDEULA).
- Sindicato de Trabajadores de la ULA (SITRAULA).
- Sindicato de Obreros de la ULA (SOULA).